# 東京防衛軍
東京防衛軍（とうきょうぼうえいぐん）は、大日本帝国陸軍の軍の一つ。
大東亜戦争（太平洋戦争・第二次世界大戦）末期の1945年（昭和20年）、帝都東京は3次にわたる大空襲で焦土と化していた。第3次東京大空襲で山手が壊滅的被害を受けた後の同年6月、本土決戦（陸軍省コードネーム決号作戦、米軍コードネームコロネット作戦）に向けた兵力の整備、及び首都圏の警備を目的に、第1航空軍と共に編成された。

## 軍概要

### 歴代司令官
- 飯村穣 中将（陸士21期、陸大33期）：1945年（昭和20年）6月22日 - 1945年（昭和20年）8月20日
- 寺倉正三 中将（陸士22期、陸大31期）：1945年（昭和20年）8月20日 - 復員

### 歴代参謀長
- 江湖要一 少将（陸士33期、陸大45期）：1945年（昭和20年）6月22日 - 1945年（昭和20年）8月25日
- 日笠賢 大佐（陸士35期、陸大44期）：1945年（昭和20年）8月25日 - 復員

### 最終所属部隊
- 警備第1旅団（東京都王子区＝現・北区）：重松吉正少将[1]（陸士25期：1945年（昭和20年）2月12日～終戦）
  - 警備歩兵第1大隊：四方健一少佐
  - 警備歩兵第2大隊：坂入晧大尉
  - 警備歩兵第3大隊：小沢清一大尉
  - 警備歩兵第4大隊：橋爪一二三大尉
  - 警備歩兵第5大隊：加藤四良大尉
  - 警備歩兵第6大隊：田辺昇吉大尉
  - 警備第1旅団通信隊
  - 特設警備第59大隊
  - 特設警備第62大隊
  - 特設警備第64大隊
  - 特設警備第67大隊
  - 第3特設警備工兵隊
- 警備第2旅団（東京都目黒区）：矢ヶ崎節三 少将[1]（陸士27期：1945年（昭和20年）2月12日～終戦）
  - 警備歩兵第7大隊：黄幡昇少佐
  - 警備歩兵第8大隊：深谷好次大尉
  - 警備歩兵第9大隊：細川勇大尉
  - 警備歩兵第10大隊：川越三好大尉
  - 警備歩兵第11大隊：三宅巌大尉
  - 警備歩兵第12大隊：松見己之吉大尉
  - 警備第2旅団通信隊
  - 特設警備第60大隊
  - 特設警備第61大隊
  - 特設警備第65大隊
  - 特設警備第66大隊
  - 特設警備第68大隊
  - 特設警備第69大隊
  - 第4特設警備工兵隊
  - 第6特設警備工兵隊
- 警備第3旅団（東京都渋谷区）：原田棟 少将[1]（陸士27期：1945年（昭和20年）2月12日～終戦）
  - 警備歩兵第13大隊：井上敦大尉
  - 警備歩兵第14大隊：中川福栄大尉
  - 警備歩兵第15大隊：中岡一郎大尉
  - 警備歩兵第16大隊：武吉隆治大尉
  - 警備歩兵第17大隊：岩間岩次郎大尉
  - 警備歩兵第18大隊：副島善人大尉
  - 警備第3旅団通信隊
  - 特設警備第51大隊
  - 特設警備第52大隊
  - 特設警備第53大隊
  - 特設警備第54大隊
  - 第7特設警備工兵隊
  - 第8特設警備工兵隊
- 独立工兵第69大隊
- 独立工兵第83大隊
- 独立工兵第94大隊
- 独立工兵第116大隊